# Qualificazioni al campionato mondiale di calcio 1966 - CONMEBOL
Le 9 squadre furono suddivise in 3 gruppi da 3 squadre. Ai mondiali si qualificava la squadra vincitrice del gruppo.

## Avvenimenti
Il Brasile è escluso dalle qualificazioni, in quanto vincitore del campionato del mondo 1962 e qualificato automaticamente al campionato del mondo 1966. Rimangono quindi 9 squadre: esse vengono divise in tre gruppi, le cui prime classificate accedevano alla fase finale del Mondiale. Il primo gruppo è composto da Uruguay, Perù e Venezuela: la Nazionale uruguaiana vince tutte e 4 le partite, chiudendo il girone a punteggio pieno; il Perù si classifica secondo mentre il Venezuela, alla sua prima partecipazione alle eliminatorie, termina ultimo con 4 sconfitte e una differenza reti di -11. Il secondo gruppo vede primeggiare Cile ed Ecuador, che terminano a pari punti (5). Si rende pertanto necessario uno spareggio, vinto dal Cile per 2-1. L'ultimo gruppo, che include Argentina, Paraguay e Bolivia, viene vinto dalla Nazionale bianco-celeste, che supera il Paraguay 7 punti contro 3. A qualificarsi per Inghilterra 1966 sono pertanto Argentina, Cile e Uruguay.

## Gruppo 1

### Classifica
| Pos. | Squadra   | Pt | G | V | N | P | GF | GS | DR  |
| ---- | --------- | -- | - | - | - | - | -- | -- | --- |
| 1.   | Uruguay   | 8  | 4 | 4 | 0 | 0 | 11 | 2  | +9  |
| 2.   | Perù      | 4  | 4 | 2 | 0 | 2 | 8  | 6  | +2  |
| 3.   | Venezuela | 0  | 4 | 0 | 0 | 4 | 4  | 15 | -11 |

Uruguay qualificato.

### Risultati
| Arbitro: | Molina |

|                    |           |  |
| Zegarra 37’ (rig.) | Marcatori |  |

| Arbitro: | Dimas Larrosa |

|                                         |           |  |
| Rocha 18’ Silva 23’ 52’ 69’ Meneses 61’ | Marcatori |  |

| Arbitro: | Goicoechea |

|               |           |                              |
| Tortolero 40’ | Marcatori | 10’ 47’ Rocha 88’ Urruzmendi |

| Arbitro: | Sundheim |

|                                 |           |                                              |
| Motta 32’ Scovino 46’ Ellie 89’ | Marcatori | 11’ Mosquera 40’ 81’ Zavala 44’ 60’ 68’ León |

| Arbitro: | Vicuña |

|  |           |                |
|  | Marcatori | 77’ Urruzmendi |

| Arbitro: | Marques |

|                     |           |           |
| Silva 20’ Rocha 62’ | Marcatori | 2’ Peláez |

## Gruppo 2

### Classifica
| Pos. | Squadra  | Pt | G | V | N | P | GF | GS | DR |
| ---- | -------- | -- | - | - | - | - | -- | -- | -- |
| 1.   | Cile     | 5  | 4 | 2 | 1 | 1 | 12 | 7  | +5 |
| 1.   | Ecuador  | 5  | 4 | 2 | 1 | 1 | 6  | 5  | +1 |
| 3.   | Colombia | 2  | 4 | 1 | 0 | 3 | 4  | 10 | -6 |

### Risultati
| Arbitro: | Pedraza |

|  |           |           |
|  | Marcatori | 17’ Muñoz |

| Arbitro: | Spinetto |

|                  |           |  |
| Raymondi 55’ 76’ | Marcatori |  |

| Arbitro: | Pedraza |

|                                                                     |           |                 |
| Sánchez 11’ Méndez 15’ 70’ Fouillioux 25’ 65’ Campos 42’ Prieto 58’ | Marcatori | 40’ 70’ Segrera |

| Arbitro: | Isasia |

|                     |           |  |
| Rada 67’ (rig.) 87’ | Marcatori |  |

| Arbitro: | Queiroz |

|                          |           |                       |
| Spencer 15’ Raymondi 84’ | Marcatori | 38’ Campos 57’ Prieto |

| Arbitro: | Codesal |

|                                              |           |             |
| Sánchez 10’ (rig.) Marcos 62’ Fouillioux 74’ | Marcatori | 36’ Spencer |

### Spareggio
Avendo terminato il girone a pari merito, Cile ed Ecuador disputarono uno spareggio su campo neutro.
| Arbitro: | Goicoechea |

|                        |           |           |
| Sánchez 16’ Marcos 40’ | Marcatori | 89’ Gómez |

Cile qualificato.

## Gruppo 3

### Classifica
| Pos. | Squadra   | Pt | G | V | N | P | GF | GS | DR |
| ---- | --------- | -- | - | - | - | - | -- | -- | -- |
| 1.   | Argentina | 7  | 4 | 3 | 1 | 0 | 9  | 2  | +7 |
| 2.   | Paraguay  | 3  | 4 | 1 | 1 | 2 | 3  | 5  | -2 |
| 3.   | Bolivia   | 2  | 4 | 1 | 0 | 3 | 4  | 9  | -5 |

Argentina qualificata.

### Risultati
| Arbitro: | Sundheim |

|                         |           |  |
| Rodríguez 24’ Rojas 73’ | Marcatori |  |

| Arbitro: | Vaga |

|                                          |           |  |
| González 15’ (aut.) Onega 26’ Artime 35’ | Marcatori |  |

| Asunción 8 agosto 1965 | Paraguay | 0 – 0 referto | Argentina | Estadio Defensores del Chaco (25.000 spett.)\| Arbitro: \| Viug \| |
| Arbitro:               | Viug     |               |           |                                                                    |

| Arbitro: | Marino |

|                                    |           |            |
| Bernao 3’ 56’ Onega 24’ (rig.) 25’ | Marcatori | 55’ Vargas |

| Arbitro: | Rendón |

|                          |           |          |
| Ramírez 29’ Castillo 75’ | Marcatori | 30’ Mora |

| Arbitro: | Rivero |

|                          |           |                |
| Ramos Delgado 35’ (aut.) | Marcatori | 31’ 39’ Artime |

## Statistiche

### Primati
Record
- Maggior numero di vittorie: Uruguay (4)
- Minor numero di sconfitte: Argentina, Uruguay (0)
- Miglior attacco: Cile (14 reti fatte)
- Miglior difesa: Argentina, Uruguay (2 reti subite)
- Miglior differenza reti: Uruguay (+9)
- Maggior numero di pareggi: Argentina, Cile, Ecuador, Paraguay (1)
- Minor numero di vittorie: Venezuela (0)
- Maggior numero di sconfitte: Venezuela (4)
- Peggiore attacco: Paraguay (3 reti fatte)
- Peggior difesa: Venezuela (15 reti subite)
- Peggior differenza reti: Venezuela (-11)
- Partita con più reti: Venezuela-Perù 3-6; Cile-Colombia 7-2

### Classifica marcatori
4 gol
- Pedro Rocha
- Héctor Silva

3 gol
- Luis Artime
- Ermindo Onega
- Alberto Fouillioux
- Leonel Sánchez
- Enrique Raymondi
- Pedro Pablo León

2 gol
- Raúl Bernao
- Carlos Campos
- Rubén Marcos
- Eugenio Méndez
- Ignacio Prieto
- Antonio Rada
- Hermenegildo Segrera
- Alberto Spencer
- Luis Zavala
- José Urruzmendi

1 gol
- Fortunato Castillo
- Máximo Ramírez
- Rolando Vargas
- Washington Muñoz
- Rómulo Gómez
- Celino Mora
- Vicente Rodríguez
- Juan Carlos Rojas
- Nemesio Mosquera
- Jesús Peláez
- Víctor Zegarra
- Danilo Meneses
- Freddy Ellie
- David Motta
- Humberto Scovino
- Argenis Tortolero

Autogol
- José Ramos Delgado (pro Bolivia)
- Ricardo González (pro Argentina)